# Episodi di Jellystone (seconda stagione)
La seconda stagione della serie animata Jellystone, composta da 19 episodi, è stata pubblicata negli Stati Uniti, da HBO Max, il 17 marzo 2022.
In Italia la stagione viene trasmessa dal 4 luglio al 29 luglio 2022 su Cartoon Network.
| n° | Titolo originale                              | Titolo italiano                          | Pubblicazione USA | Prima TV Italia |
| -- | --------------------------------------------- | ---------------------------------------- | ----------------- | --------------- |
| 1  | Lady Danjjer: Is It Wrong to Long for Kabong? | Lady Pericolo: tutto per un bacio        | 17 marzo 2022     | 4 luglio 2022   |
| 2  | Baby Shenanigans                              | Genitori bambini                         | 17 marzo 2022     | 5 luglio 2022   |
| 3  | Bleep                                         | Bleep                                    | 17 marzo 2022     | 6 luglio 2022   |
| 4  | Yogi's Midlife Crisis                         | Battaglia tra band                       | 17 marzo 2022     | 7 luglio 2022   |
| 5  | Jellystone Moon Platoon                       | Missione sulla Luna                      | 17 marzo 2022     | 8 luglio 2022   |
| 6  | The Sea Monster of Jellystone Cove            | I mostri marini della Baia di Jellystone | 17 marzo 2022     | 11 luglio 2022  |
| 7  | Business                                      | Affari                                   | 17 marzo 2022     | 12 luglio 2022  |
| 8  | Pants                                         | La nuova moda                            | 17 marzo 2022     | 13 luglio 2022  |
| 9  | Uh Oh! It's a Burglar!                        | Oh-Oh! È un ladro!                       | 17 marzo 2022     | 14 luglio 2022  |
| 10 | It's a Mad Mad Mad Rat Race                   | Caccia al tesoro                         | 17 marzo 2022     | 15 luglio 2022  |
| 11 | The Brave Little Daddy                        | Papino coraggioso                        | 17 marzo 2022     | 18 luglio 2022  |
| 12 | The Big Stink                                 | La grande puzza                          | 17 marzo 2022     | 19 luglio 2022  |
| 13 | Boo-Boo and Benny: Little Buddy Trouble       | La gelosia                               | 17 marzo 2022     | 20 luglio 2022  |
| 14 | The Box Thief                                 | Il ladro di pacchi                       | 17 marzo 2022     | 21 luglio 2022  |
| 15 | Jailcation                                    | Vacanza in prigione                      | 17 marzo 2022     | 22 luglio 2022  |
| 16 | Balloon Kids                                  | Il distintivo scout                      | 17 marzo 2022     | 25 luglio 2022  |
| 17 | Augie's Baby                                  | La bambina di Tatina                     | 17 marzo 2022     | 26 luglio 2022  |
| 18 | Heroes and Capes                              | L'eroe idraulico                         | 17 marzo 2022     | 27 luglio 2022  |
| 19 | Sweet Dreams                                  | Sogni d'oro                              | 17 marzo 2022     | 29 luglio 2022  |